# 10064 Hirosetamotsu
10064 Hirosetamotsu è un asteroide della fascia principale. Scoperto nel 1988, presenta un'orbita caratterizzata da un semiasse maggiore pari a 2,7309472 au e da un'eccentricità di 0,1846712, inclinata di 9,72672° rispetto all'eclittica.
L'asteroide è dedicato all'astronomo giapponese Tamotsu Hirose.